# آب‌انبار مزرعه کلانتر
آب‌انبار مزرعه کلانتر مربوط به ۱۳۱۲ هش است و در میبد، کیلومتری ۸ جاده میبد، یزد، ابتدای ورود به مزرعه کلانتر واقع شده و این اثر در تاریخ ۲۲ آبان ۱۳۸۶ با شمارهٔ ثبت ۱۹۹۱۹ به‌عنوان یکی از آثار ملی ایران به ثبت رسیده‌است.